# Quintanilla San García
Quintanilla San García – gmina w Hiszpanii, w prowincji Burgos, w Kastylii i León, o powierzchni 45,75 km². W 2011 roku gmina liczyła 107 mieszkańców.